# Willy von Möllendorff
Willy von Möllendorff   (Berlín, 28 de febrer de 1872 - Szczecin, 27 d'abril de 1934) fou un compositor alemany. Va ser més conegut pel seu treball en el camp de la música de quarts tons. De vegades també escrivia el seu nom com a Willi Möllendorff.

## Biografia
Willy Ernst August Paul von Möllendorff era el fill de l'agricultor Hugo Wichard von Möllendorff i la seva dona, l'actriu Mathilde Buchwald. Va estudiar música a Berlín i després va ser inicialment director de música de teatre i pianista. Al cap d'un temps va haver de renunciar a aquestes activitats per la incipient pèrdua auditiva i després va viure com a compositor a Gießen i Stettin. Va estar casat amb l'actriu Margarethe Skorzewska.

## Obra
Les obres de Möllendorff inclouen diverses òperes, cors masculins, cançons i una "Great Fatherland Tone Painting, 100 Years of Sword and Lyre" (1900).
El 1917 va realitzar un "harmonium bicromàtic" en públic a Viena i Berlín. Amb això, cada pas de semitons de la sintonia habitual es va tornar a dividir, de manera que es va disposar d'una reserva de to de 24 passos per octava. En conseqüència, el teclat que va desenvolupar tenia claus marrons addicionals per als nous tons entre les tecles blanques i negres habituals. També va introduir una notació senzilla per a música de quarts tons.
El seu llibre Música amb quarts tons. Experiències sobre l'"harmoni bicromàtic" de Willi Möllendorff també va ser publicada el 1917 per FEC Leuckart, Leipzig. També ha publicat cançons amb acompanyament d'aquest instrument.